# 장흥초등학교 (강원)
장흥초등학교는 대한민국 강원특별자치도 철원군에 있는 공립 초등학교이다.

## 학교 연혁
- 1955.04.20	장흥국민학교로 개교
- 1981.03.01	병설 유치원 개원
- 1996.03.01	장흥초등학교로 명칭 변경
- 2006.12.20	강원도교육청 제5회 꿈을 키우는 으뜸 교육상 수상
- 2006.12.31	강원도교육청 우수학교 표창
- 2009.12.05	강원도교육청 제8회 꿈을 키우는 으뜸 교육상 수상
- 2013.03.01	작은 학교 희망만들기 사업 선정(~2015)
- 2015.02.22	제60회 졸업식 (총 2790명)
- 2015.03.01	제21대 장태식 교장 부임
- 2015.03.02	2015년도 신입생 입학 (26명)

## 참고 자료
- 장흥초등학교 - 한국교육학술정보원 학교알리미